# Henneneck
De Henneneck is een berg in de deelstaat Beieren, Duitsland. De berg heeft een hoogte van 1964 meter.
De Henneneck is onderdeel van het Estergebergte, dat weer deel uitmaakt van de Bayerische Voralpen.